# 504 a.C.
Il 504 a.C. (DIV a.C. in numeri romani) è un anno  del VI secolo a.C.

## Eventi
- Roma
  - Consoli romani: Publio Valerio Publicola IV, Tito Lucrezio Tricipitino II

## Morti
- Vijaya di Sri Lanka, sovrano (n. 543 a.C.)